# Catriona Gray
Catriona Elisa Magnayon Gray (Cairns, 6 gennaio 1994) è una modella filippina di origine australiana, incoronata Miss Filippine 2018 e Miss Universo 2018.
È stata la quarta filippina ad essere eletta Miss Universo.

## Biografia
Catriona Gray nasce nella città di Cairns, nel Queensland, figlia dell'australiano Ian Gray e della filippina Normita Ragas Magnayon. Il padre è originario di Fraserburgh, mentre la madre è di Oas. È stata chiamata così in onore della nonna paterna Catherine Ross Gray, trasferitasi in Australia dalla Scozia nel 1952.
Entra nel mondo dei concorsi di bellezza a soli cinque anni. Da adolescente si trasferisce negli Stati Uniti d'America per studiare presso la Berklee College of Music.

### Miss Mondo 2016
Il 2 ottobre 2016 ha partecipato al concorso Miss Mondo Filippine, presso il Manila Hotel, dove è stata incoronata dalla vincitrice uscente Hillarie Danielle Ang Parungao. Il 18 dicembre seguente ha quindi rappresentato il proprio paese alla 66ª edizione di Miss Mondo, svoltasi all'MGM National Harbor di Washington, dove si è classificata in 5ª posizione.

### Miss Filippine 2018 e il trionfo a Miss Universo
Dopo aver ottenuto l'approvazione da Stella Araneta per il suo ingresso a Binibining Pilipinas, il 18 marzo 2018 partecipa all'edizione annuale del concorso, presso lo Smart Araneta Coliseum, venendo incoronata Miss Universo Filippine dalla vincitrice uscente Rachel Peters.
Durante la sfilata in abiti tradizionali per la 67ª edizione di Miss Universo, la ventiquattrenne ha sfoggiato un costume che simboleggiava le vecchie tribù indigene e pagane filippine, assieme a una lanterna LED di grandi dimensioni in stile parol. L'esibizione ha riscosso sia consensi che critiche, per via della mancata accensione delle luci e delle difficoltà a camminare della ragazza, dovute secondo quest'ultima alla sua scoliosi. La sua sfilata è stata accompagnata da una danza che ricordava quella degli sciamani babaylan durante l'era pre-cristiana nelle Filippine.
Alla finalissima dell'evento, svoltasi il 17 dicembre all'Impact Muang Thong Thani di Bangkok, la Gray – approdata nell'ultima fase assieme alla venezuelana Sthefany Gutierrez e alla sudafricana Tamaryn Green – è stata proclamata vincitrice e incoronata dalla reginetta uscente Demi-Leigh Nel-Peters. L'edizione è stata la prima nella storia a includere una giuria di sole donne. Tale successo l'ha resa la quarta filippina a conquistare il titolo di Miss Universo, dopo Gloria Maria Diaz (1969), Margarita Moran (1973) e Pia Wurtzbach (2015).

## Discografia

### Singoli
- 2018 – We're In This Together